# A.O.K.
A.O.K. ist eine Fun-Metal-Band aus Frankfurt am Main, die ihren Musikstil selbst als „Nothing Core“ bezeichnet. Ihre Musik lässt sich als Mix aus Heavy Metal, Punk und Kabarett beschreiben. Die Band kokettiert mit ihrem musikalischen Unvermögen. Bekannt wurde die Band vor allem durch ihre extravagante Bühnenshow, die Essensschlachten und teilweise Nacktheit der Bandmitglieder einschließt.

## Geschichte
Die Band A.O.K. wurde 1987 in einem Spanien-Urlaub gegründet. Als ein Foto von Peter Bernd, Jochen Graf, Michael Geisel und Frank Steinert geschossen wurde, beschloss man kurz darauf, dass man eine Band sei.
Der Name der Band ist ein Backronym des Namens der Krankenkasse AOK, das in diesem Fall „Anal oder Kot“ bedeutet. Die Band bezeichnet ihren Stil selbst, in Anspielung auf den Hardcore, als Nothing Core.
1989 veröffentlichen A.O.K. auf der umstrittenen Plattenfirma Metal Enterprises die LP Anal oder Kot. Unter den Liedern befinden sich mit Buffo, Du hast Fett im Haar und Frank Thorwarth von Tankard hat keinen Spatz Seitenhiebe auf die befreundete Band Tankard.
Ein Jahr später erschien das Album Baguette Attack, eine musikalische Steigerung erfolgte nicht. Die Band trennte sich von ihrem Schlagzeuger Frank Steinert. Die offizielle Begründung lautete, dass er heimlich geprobt habe. Ihn ersetzte Ewu Wiese.
1991 erschien das Album Hardcore Cabaret. Das Cover wurde von Fillippo Spadaro entworfen. Abgebildet sind Karikaturen mehrerer Prominenter in einer Gummizelle, u. a. Arnold Schwarzenegger und Thomas Gottschalk. Kurz nach Veröffentlichung des Albums stieg Ewu Wiese wieder aus. Ersetzt wurde er durch Stefan Zimmerling.
1992 erschien das erste Video Livehaftig und krank. 1993 tourten A.O.K. mit Tankard, Tiamat und Morgoth durch Deutschland.
Nach Veröffentlichung der Mini-LP zum Video von 1992 erschien 1995 das nächste Album Gibt es ein Leben nach dem Frühstück. Auch hier wechseln sich wieder Coverversionen, eigene Stücke, sowie kleinere Sketche ab. Im gleichen Jahr veröffentlichten sie zusätzlich noch das Album Eine Kuh voller Versionen. Michael Geisel verließ aus persönlichen Gründen die Band. Bekannt wurde der Gitarrist durch waghalsige Stunts auf der Bühne, z. B. Stagediving unter Zuhilfenahme eines Trampolins. Er verstarb 2004 in Berlin.
Erst 1996 gelang es der Band, aus dem Vertrag mit Metal Enterprises herauszukommen. Sie wechselten danach zu Bellaphon Records. Dort erschien das Album Fettischisten. Zu der Band stieß noch der Bassist Gerald Fend. Zusammen mit Bela B. und Rodrigo González veröffentlichten A.O.K. im gleichen Jahr die Maxi-CD Das Büblein wollt ein Mädel sein. In diesem Jahr hatten A.O.K. auch ihr 9,5-jähriges Jubiläum. Aus diesem Grund veröffentlichten sie ihr mittlerweile drittes Video 9,5 Jahre Schwachsinn.
Die Band machte danach eine achtjährige Veröffentlichungspause, war aber weiterhin live aktiv und spielte u. a. auf den Festivals With Full Force, Summermania und dem Blind Guardian Open Air. Erst 2004 meldeten sie sich mit dem Album Kinderlieder frei ab 18 zurück. Auf diesem Album werden Songs von Metalbands wie Slayer (Butzemannslayer) und Metallica (Wischmob) durch genannte Tracks parodiert.
2006 erschien das Album Dreilochbegehbar & Herrenrundentauglich. Das Album hat wegen eines angeblich sexistischen Covers nur teilweise den Weg in den Handel gefunden. Am 31. Januar 2007 erfolgte dann die Indizierung durch die Bundesprüfstelle.
Roland Jacob verließ 2009 die Band aus persönlichen Gründen. Er war 18 Jahre Mitglied der Gruppe. Nachdem die Band mit nur einer Gitarre ihren Weg fortsetzte, folgte im August 2011 das Album Im Geiste schlicht. Nur einen Monat später verließ auch Axel Bernhard, der zweite Gitarrist, nach nur fünf Jahren die Band. Seit 2012 ist Florian Decher in der Band Gitarrist.

## Diskografie

### Kassetten
- Don’t Bend for a Friend (1988)
- Reign in brot – Live (1990)
- Hardcore Cabaret – Live (1992)
- Live mich nicht an – Live (1994)

### Videos
- Livehaftig und Krank (1992)
- Lutzig und Vitzig (1994)
- 9,5 Jahre Schwachsinn (1996)

### LPs/CDs
- Anal oder Kot (1989)
- Baguette Attack (1990)
- Hardcore Cabaret (1991)
- Livehaftig und Krank (1994)
- Gibt es ein Leben nach dem Frühstück? (1995)
- Eine Kuh voller Versionen (1995)
- Nothing Core (Best of) (1996)
- Fettischisten (1996)
- Kinderlieder frei ab 18 (2004)
- Dreilochbegehbar & Herrenrundentauglich (2006)
- Im Geiste schlicht (2011)

### DVD
- 20 Liter Sacksuppe (2005)